# Parnopini
Tribu
Synonymes
- Sous-famille des Parnopinae Aaron, 1885

Les Parnopini sont une tribu d'hyménoptères de la famille des Chrysididae.

## Systématique
La tribu des Parnopini a été créée en 1885 par l'entomologiste et écrivain Samuel Francis Aaron (d) (1862-1947) initialement comme sous-famille des Chrysididae sous le taxon Parnopinae.

## Liste des genres
Selon NCBI (13 avril 2022) :
- genre Cephaloparnops Bischoff, 1910
- genre Parnopes Latreille, 1796

## Publication originale
- (en) S. Franck Aaron, « The North American Chrysididæ », Transactions of the American Entomological Society and Proceedings of the Entomological Section of the Academy of Natural Sciences, vol. 12,‎ 1885, p. 209-248 (ISSN 1945-516X et 2328-3823, DOI 10.2307/25076458, JSTOR 25076458, lire en ligne).